# Kanton Chagny
Kanton Chagny (francouzsky Canton de Chagny) je francouzský kanton v departementu Saône-et-Loire v regionu Burgundsko. Tvoří ho 14 obcí.

## Obce kantonu
- Aluze
- Bouzeron
- Chagny
- Chamilly
- Chassey-le-Camp
- Chaudenay
- Demigny
- Dennevy
- Fontaines
- Lessard-le-National
- Remigny
- Rully
- Saint-Gilles
- Saint-Léger-sur-Dheune